# Silmäasema
 (décembre 2022).
 (décembre 2022).
Silmäasema Oyj est une société finlandaise spécialisée dans les produits et services d'ophtalmologie et d'optique en Finlande.

## Présentation

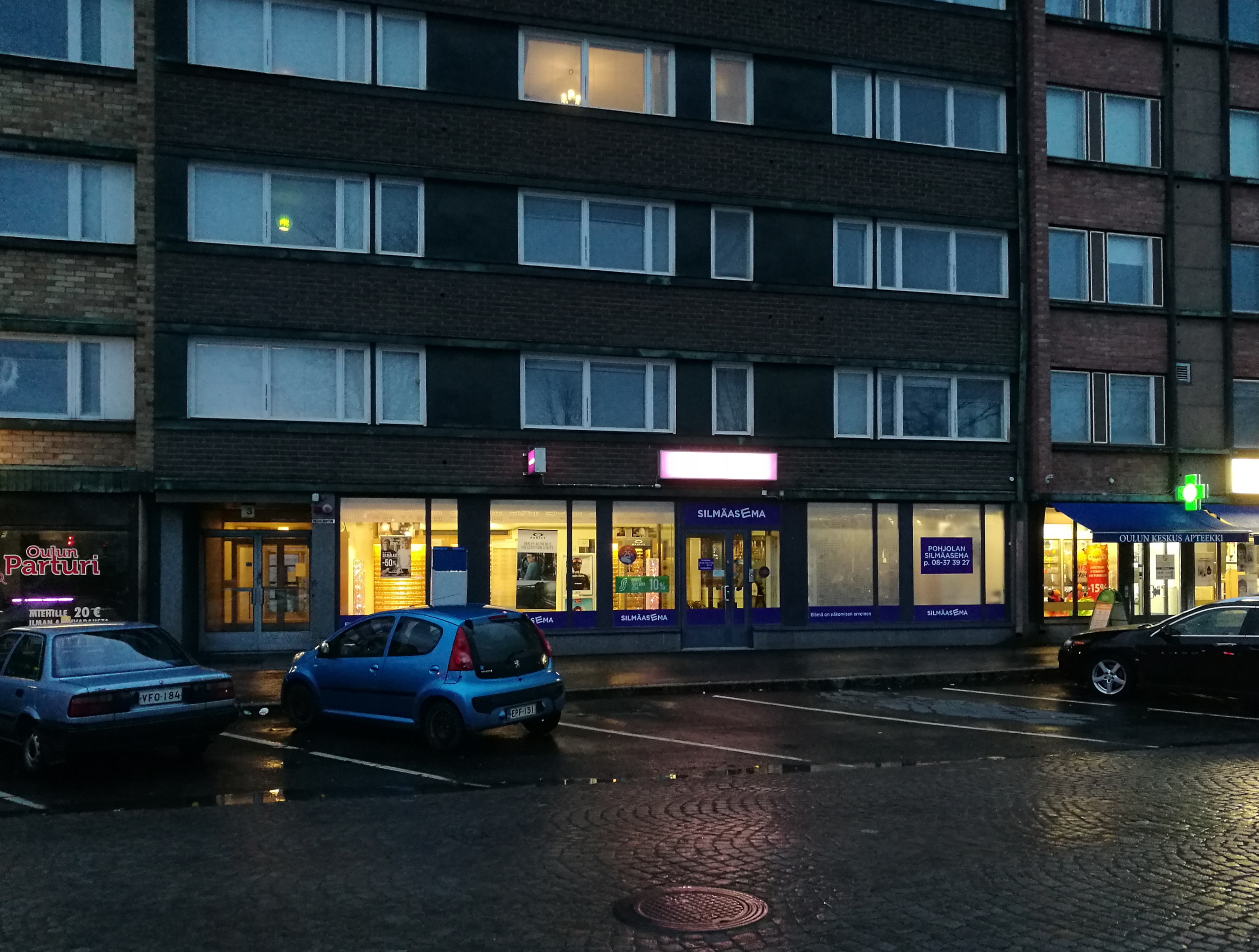
Silmäasema de la rue Isokatu à Oulu.

La chaîne Silmäasema comprend 150 magasins Silmäasema et 13 cliniques ophtalmologiques en Finlande, ainsi que 9 magasins Tallinn Optika en Estonie.
Selon le concept de la chaîne Silmäasema, chaque magasin de la chaîne offre des services d'ophtalmologiste et d'opticien.
Silmäasema est un partenaire national du groupe S.

## Actionnaires
Au 29 février 2020, les plus grands actionnaires de Silmäasema sont:
| #  | Actionnaire               | Actions    | %     |
| -- | ------------------------- | ---------- | ----- |
| 1  | Cor Group (fi)            | 13 699 210 | 96,14 |
| 2  | Silmäpari Oy              | 24 000     | 0,17  |
| 3  | Juhani Jukantupa          | 19 999     | 0,14  |
| 4  | Jussi Markus Salminen     | 16 766     | 0,12  |
| 5  | Mika Mattila              | 8 764      | 0,06  |
| 6  | Henki-Fennia              | 7 552      | 0,05  |
| 7  | Hallqvist AB              | 7 000      | 0,05  |
| 8  | Medicape Oy               | 6 434      | 0,05  |
| 9  | Marko Juha Oskari Sartela | 5 400      | 0,04  |
| 10 | Ranan Hilel Rimon         | 4 954      | 0,04  |
|    | Total [1-10]              | 13 800 079 | 96,85 |